# Лаге
Лаге (нім. Lage) — громада в Німеччині, знаходиться в землі Північний Рейн-Вестфалія. Підпорядковується адміністративному округу Детмольд. Входить до складу району Ліппе.
Площа — 76,02 км2. Населення становить 34 885 ос. (станом на 31 грудня 2020).

## Історія
Численні знахідки вказують на колонізацію цієї місцевості з часів неоліту (2400-1800 рр. до н. е.).
Близько 900 року нашої ери парафіяльна церква Св. Іоганна (сьогоднішня Маркткірхе) була заснована на пагорбі біля річки Верре і є початком сучасного міста Лаге. У 1274 році Лаге вперше згадується в документі про довічну ренту місцевого духовенства реченням «Jordanus plebanis in Lagis». У 1539 році, з обранням першого бургомістра, права на самоуправління доказуються.
У 1843 році правитель Леопольд II, князь Ліппе, надав права містечку. У роки після 1880 року будівництво залізничних ліній Герфорд — Детмольд (1880) і Білефельд — Лемго (1893) з’єднує Лаге з навколишніми містами поїздом і створює пересадкову станцію.
Під час Першої світової війни (1914-1918 рр.) лікарня функціонує як військовий госпіталь. У місті дислокувалися частини 67-го піхотного полку. 9 січня 1933 року Адольф Гітлер виступив на центральній площі (Jahnplatz) у Лаге. Під час Другої світової війни (1939-1945) кілька бомбардувальників союзників вразили центр Лаге, спричинивши понад 60 втрат серед місцевого населення та зруйнувавши багато будинків.
У 1970 році місто було об’єднане у велику громаду з 32 000 мешканців із навколишніми громадами Біллінгхаузен, Ерентруп, Хаген, Хардіссен, Хеддерхаген, Гайден, Гесло, Хорсте, Кахтенхаузен/Веллентруп, Мюссен, Орсен, Поттенхаузен, Стапелаг, Вадденхаузен та Віссенструп через реорганізацію місцевого самоврядування.

## Міста-побратими
- Горшем, Англія, Велика Британія
- Санкт-Йоганн-ім-Понгау, Австрія

Адміністрація німецького міста Лаге та місцева пожежна служба за сприяння підприємця Уве Кунка передали Кам’янець-Подільському району дві пожежні машини. Одна з них передана Смотрицькій селищній територіальній громаді для подальшого використання місцевою пожежною командою селі Балин, інша — безпосередньо Кам’янець-Подільському.

## Відомі люди
- Гейнеман Фогельштейн (1841–1911), рабин
- Готліб Ребер (1880–1959), колекціонер мистецтва
- Фріц Брахт (1899–1945), нацистський гауляйтер Верхньої Сілезії

## Галерея

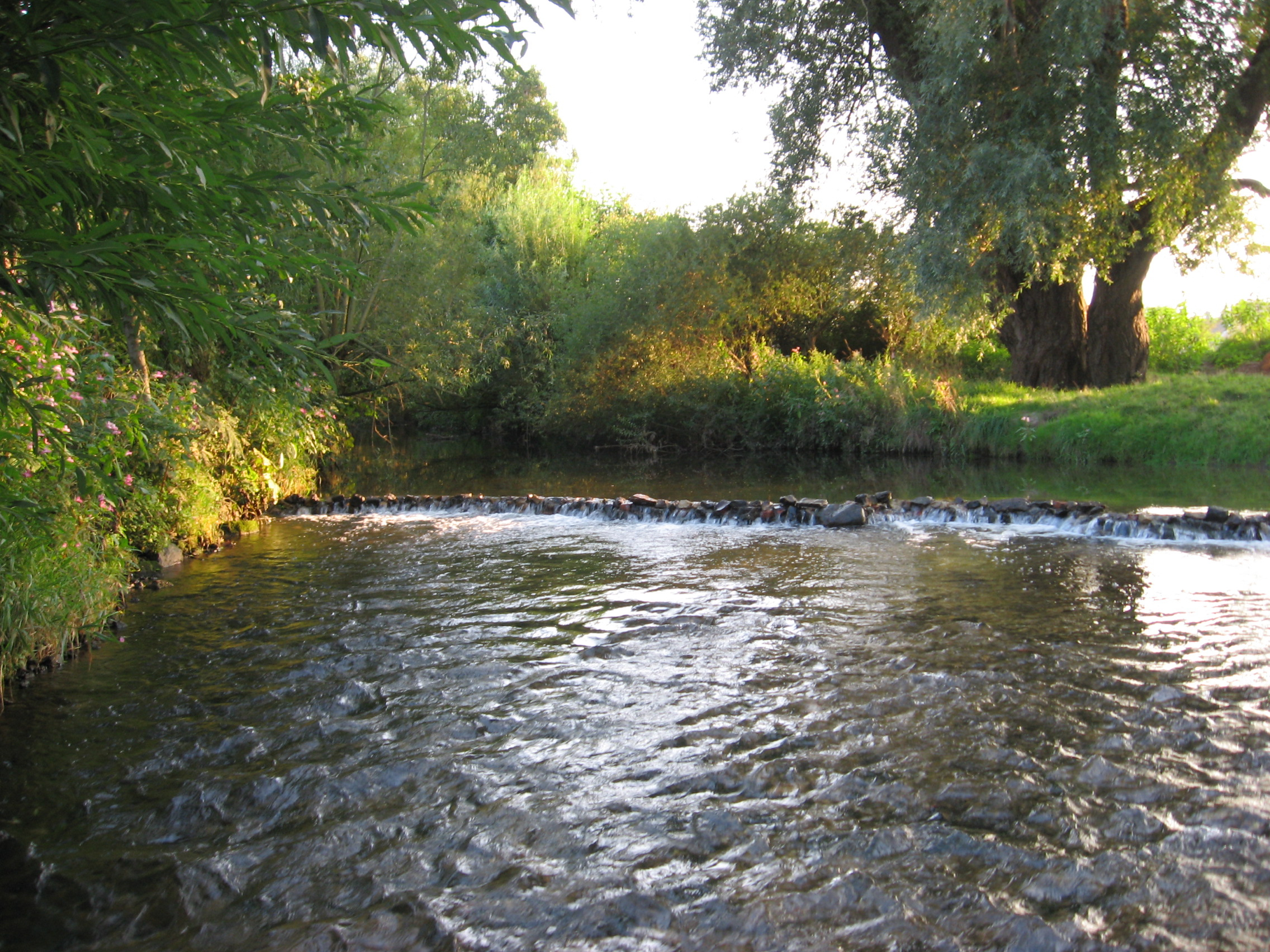
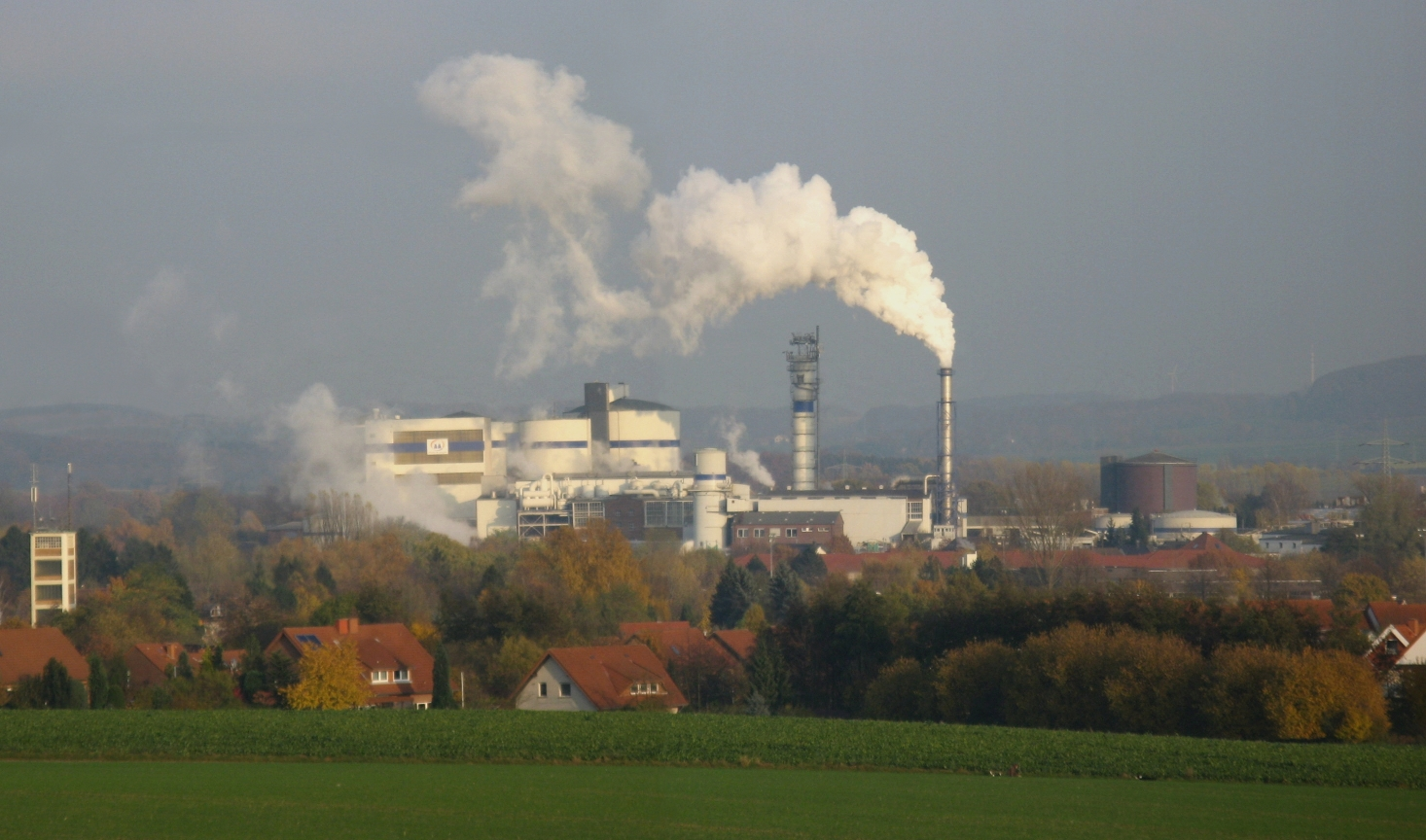
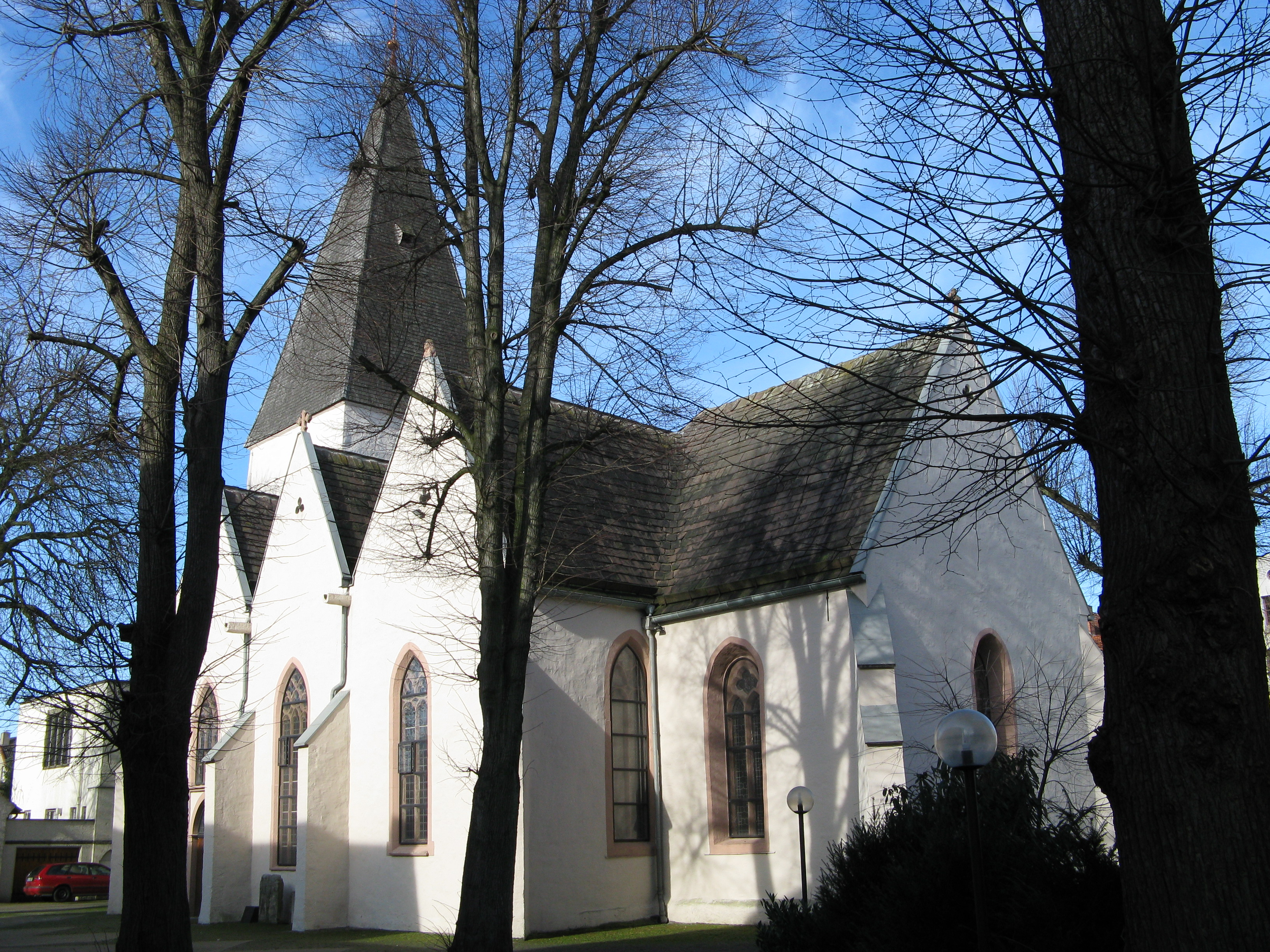
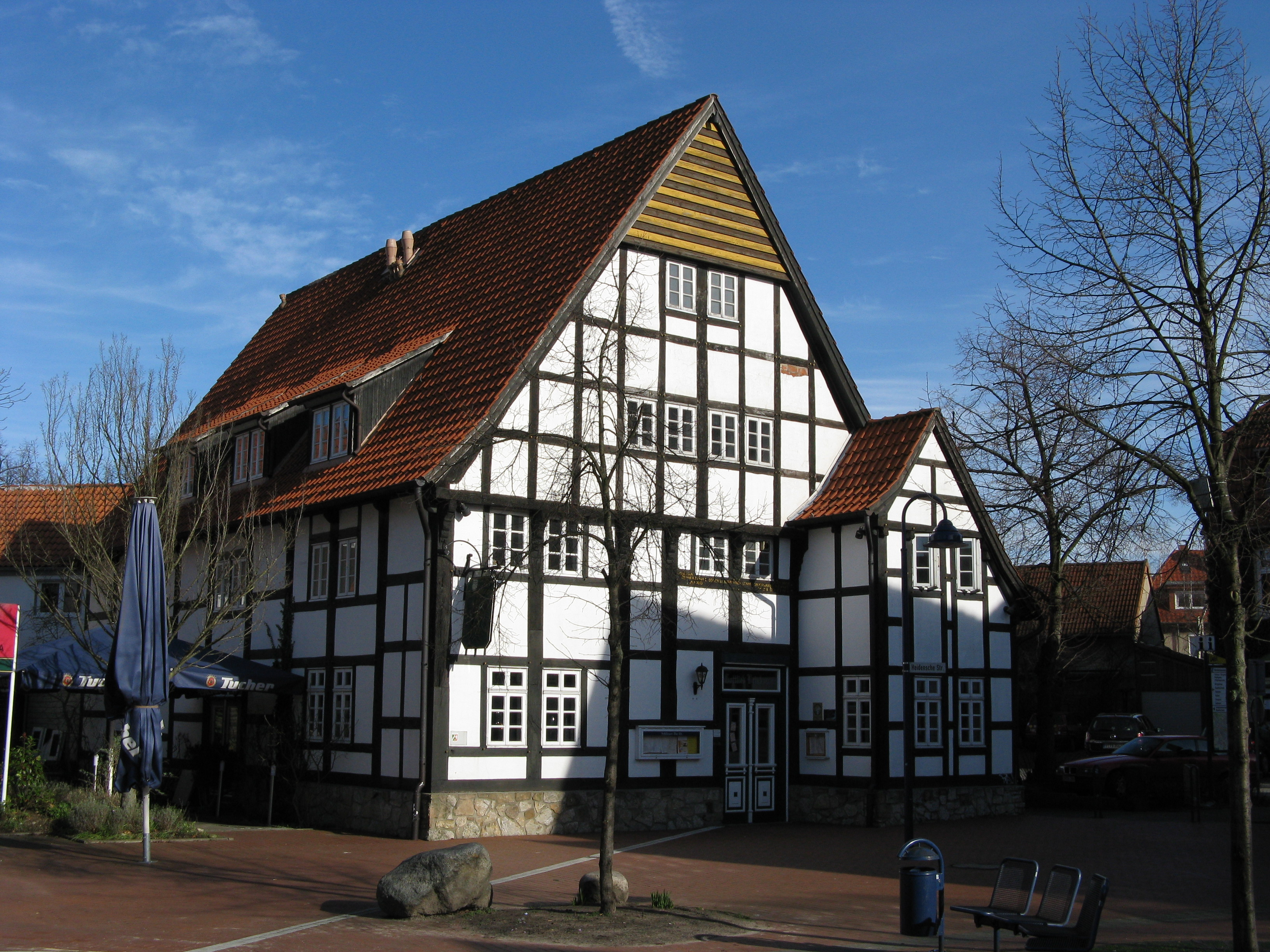